# Armando Lora
Armando Lora (Costabissara, província de Vicenza, 1 de gener de 1951) és un ciclista italià, ja retirat, que fou professional entre 1974 i 1980. En el seu palmarès destaca l'Astico-Brenta de 1970. Va disputar cinc edicions del Giro d'Itàlia i una de la Volta a Espanya.

## Palmarès
- 1970
  - 1r a l'Astico-Brenta

### Resultats al Giro d'Itàlia
- 1975. 40è de la classificació general
- 1976. 31è de la classificació general
- 1977. 92è de la classificació general
- 1978. 37è de la classificació general
- 1979. 85è de la classificació general

### Resultats a la Volta a Espanya
- 1975. 44è de la classificació general